# Leonkavalo
Leonkavalo (ital. Leoncavallo) autonomni je socijalni centar u Milanu, koji je najstariji i najpoznatiji u celoj Italiji. 

## Nastanak
Leonkavalo, je nastao 1975. kada je nekoliko aktivista skvotiralo, počistilo i sredilo napuštenu fabriku, koja je bila zatvorena godinama pre toga, u siromašnom predgrađu Milana u kojem je vladao hronični nedostatak javnog prostora (naselje nije imalo obdanište, predškolsko, školu, biblioteku, niti prostor za koncerate).
Prvi skvoteri su pripadali radikalno levom pokretu koji je izrastao iz 1968. Cilj im je bio stvoriti javno mesto za svoj kraj i za ceo grad, koje će biti izvan kontrole države i kapitalističke logike tržišta. Grupa je bila dosledna principima samoorganizovanja i samouprave koja je bila zasnovana na donošenju odluka putem zborova kojima svi prisustvuju. 
Mesto je od samog početka postalo autonomni prostor za društvene aktivnosti, kulturu i pružanje javnih usluga svom okruženju. Odmah je otvoreno savetovalište za žene, vrtić, prostor za koncerte i izložbe, radionica za obradu drveta, škola šivenja, pozorište i mnogo manjih prostorija za zajedničku upotrebu. Sve je naravno bilo besplatno. 

## 1980-te
Tokom 1980-ih, centar su više puta pogađale krize, izazvane pojavom oružanih gradskih gerila, vrtoglavim rastom broja korisnika heroina u Milanu i pokušajima japifikacije prostora od strane lokalnih političara, koje su gurnule socijalni centar u poziciju društvene marginalnosti. Leonkavalo se odjednom našao izolovan na neprijateljskoj teritoriji. Privatizacija javnog prostora je išla ruku pod ruku sa policijskom represijom i nepoštovanjem prema socijalnom centru i društvenim pokretima uopšte. U javnosti, a posebno među lokalnim političarima, je preovladavalo mnјenje da su samoupravni socijalni centri kočnice progresa i ostaci prošlosti. 
Ipak, kada je 1989. policija napala i silom iselila građevinu, otpor se javio ne samo od aktivista. 
Širok pokret podrške socijalnom centru, koji se sastojao od svih slojeva stanovništva, je ubrzo preuzeo ulice da bi povratio društveni centar. Ljudi su zajedno obnovili ono što je policija uništila, i ponovo uspostavili kulturne i društvene aktivnosti u centru.

## 1990-te
1990-te su donele povoljniji stav javnosti o socijalnim centrima, posebno o Leonkavalu, koji je često navođen kao primer otpora protiv privatizacije teritorije i neoliberalnog uticaja na kulturu. Najveća podrška je dolazila iz redova studenata i učenika koji su se borili protiv privatizacije javnog obrazovnog sistema i intelektualaca koji su branili javne i besplatne i slobodne prostore u gradu. 
Paralelno sa degradiranjem socijalne države, rasli su zahtevi za povećanjem socijalnih usluga od strane raznih ugroženih grupa. Emigranati, gastarbajteri, ljudi sa niskom platom i nezaposleni su počeli da otkrivaju autonomne socijalne centre kao mesta u kojima mogu slobodno boraviti, dobiti topli obrok i savet za nalaženje posla i dobijanje dozvole boravka. 
Ubrzo su se socijalni centri našli u centru javnog interesovanja. Mnogi novi društveni pokreti su se okrenuli društvenim centrima, zato što su bili jedina besplatna i slobodna mesta za društvneo i umetničko izražavanje u velikim gradovima. 
Privatizacija gradskog zemljišta je ipak, uzimala sve više maha, i napuštene industrijske zone su pretvarane u poslovne i tržne centre. Gradonačelnik Milana, Formentini, naredio rasturanje socijalnih centara rečima: ”Od sada centri neće biti ništa drugo nego duhovi iznad grada”. 
1994. je Leonkavalo srušen, a na tom mestu je izgrađena banka. Ovog puta nije bilo prinudnog iseljenja niti otpora, jer je gradska vlada sama ponudila novi prostor za socijalni centar. Ipak, ni nakon par meseci vlada nije ispunila obećanje, tako da ekipa iz Leonkavala vrši prvo aproprijaciju zelene površine, zatim trga i na kraju velike napuštene zgrade koja je nekad bila štamparija, a njihov čin nalazi na javno odobravanje. Ubrzo izbijaju masovne demonstracije za odbranu društvenih centara, na kojima su se “beli duhovi” tj. aktivisti obučeni u bela odela, pojavili. Umotani u sunđere i madrace i zaštićeni debelim slojem izolacije, katapultirali su sopstvena tela na barikade, i naoružani starim gumama su probijali kordone policije. Političari ovaj put ni ne pokušavaju da isele prostor i skvoteri ostaju unutra. 
Leonkavalo je tokom 1990-ih vodila hip-hop ekipa i Public Enemy, na turneji po Italiji, su izabrali da sviraju tamo pre nego na tradicionalnim koncertnim mestima.

## 2000-te
Ogromna zgrada je danas spolja prekrivena veličanstvenim grafitima. Mnogi pregradni zidovi su uklonjeni, a ulaz ka glavnoj ulici je otvoren ceo dan za svakoga, a posebno za beskućnike i emigrante, koji se tu mogu skloniti bez straha od policije. Unutrašnje dvorište služi kao mesto za okupljanje ljudi iz kraja. 
Unutar socijalnog centra se nalaze sledeći prostori:
- samouslužna kuhinja, koja je svakom dostupna uz malu nadoknadu, a socijalno ugroženima (beskućnicima i emigrantima) bez nadoknade.
- dva kafića, za održavanje umetničkih i kulturnih dešavanja (izložbe, tribine…) u kojima se sprovodi jasna politika protiv prohibicionizma lakih droga.
- skejt park
- diskoteka
- prostor za kocerte i pozorišne predstave
- knjižara, koja sadrži arhivu samizdat izdanja.
- dokumentacioni centar za pomoć emigrantima
- sedište za četiri nevladine organizacije koje rade pri centru.
- kancelarije (u kojima se uređuje internet sajt, vrši savetovanje emigranata, izdaju saopštenja za javnost, itd.)

Leonkavalo je danas neka vrsta samoupravnog neprofitnog preduzeća, koje svojim niskobudžetnim aktivnostima obezbeđuje platu za oko 40 ljudi koji rade pri centru, od kojih su mnogi emigranti i kroz koji godišnje prođe oko 100 000 ljudi. 

## Spoljašnje veze
- Centro Sociale Leoncavallo
- Andrea Membretti, Centro Sociale Leoncavallo